# Heliophila pendula
Heliophila pendula là một loài thực vật có hoa trong họ Cải. Loài này được Willd. mô tả khoa học đầu tiên.